# Douglas Rushkoff
Douglas Rushkoff (Nueva York, 18 de febrero de 1961, 64 años) es un escritor, columnista y profesor de cultura virtual, estadounidense,  en la Universidad de Nueva York. Psiconauta, es uno de los principales teóricos del cyberpunk.
Colaborador habitual de la revista Times y del periódico New York Times.
Es citado en el anime Serial Experiments Lain como quien declaró que, debido a la Resonancia Schumann, los humanos se convertirán en las neuronas del planeta, lo que despertará la conciencia de la especie humana.

## Obras publicadas
- Ciberia
- Playing the future
- Media Virus
- Ecstasy Club
- Coerción
- Democracia de Código Abierto
- La Supervivencia de los más ricos[1]